# Vicar general

Modelul stemei unui vicar general

Vicarul general (în latină vicarius generalis) este adjunctul episcopului unei dieceze a Bisericii Romano-Catolice sau a Bisericii Vetero-Catolice, responsabil cu administrarea eparhiei. El conduce Ordinariatul sau Vicariatul General - autoritatea administrativă centrală a diecezei. În bisericile de tradiție bizantină se numește protosinghel.

## Evoluția istorică
Înainte de vicarii generali în vechea biserică la începuturile creștinismului existau reprezentanți temporari ai episcopului pe durata bolii sau a absenței acestuia după modelul procuratorilor romani. În Evul Mediu, începând din secolul al IX-lea, arhidiaconii erau adjuncții și înlocuitorii episcopilor. Ei acționau inițial ca șefi ai diaconilor și au devenit șefi ai jurisdicției și administrației districtelor special definite odată cu extinderea structurilor bisericești în eparhiile mai mari. Până în secolul al XIII-lea arhidiaconii au evoluat de la poziția de angajați ai episcopilor la cea de prelați cu puteri oficiale care treptat și-au asumat pentru districtul lor o sferă asemănătoare celei episcopale restrângând sever jurisdicția episcopilor. Pe lângă administrație, ei supravegheau clerul și parțial jurisdicția episcopală. La începutul secolului al XIV-lea drepturile rezervate episcopului exercitate asupra arhidiaconilor au crescut, puterile acestora fiind mult restrânse. În calitate de reprezentanți personali ai episcopului, direct subordonați acestora, ei au devenit progresiv vicari judiciari și vicari generali pentru administrație, iar sistemul arhidiaconesc a fost treptat redus.
Numirea vicarilor generali a avut loc mai întâi în marile eparhii din teritoriile franceze și germane, ulterior în Italia și în cele din urmă prin dreptul canonic în întreaga Biserică Romano-Catolică. Pe lângă reducerea îndatoririlor episcopilor, ei și-au asigurat jurisdicția acestora. De exemplu, în timpul papei Grigore al IX-lea vicarii generali au preluat obligația episcopilor de a face o vizită papei la fiecare 5 ani (vizita ad limina).